# Macromia erato
Macromia erato är en trollsländeart som beskrevs av Maurits Anne Lieftinck 1950. Macromia erato ingår i släktet Macromia och familjen skimmertrollsländor. IUCN kategoriserar arten globalt som sårbar. Inga underarter finns listade i Catalogue of Life.